# 린 온 피트
《린 온 피트》(영어: Lean on Pete)는 2017년 베니스 영화제에서 상영, 2018년 개봉한 영국의 영화이다.

## 출연진
주연
- 찰리 플러머 - 찰리 톰슨 역
- 스티브 부세미 - 델 역
- 클로에 세비니 - 보니 역

조연
- 트래비스 핌멜 - 레이 역
- 스티브 잔 - 실버 역
- 에이미 세이메츠 - 린 역
- 저스틴 레인 - 마이크 역
- 프랭크 갈러고스 - 산티아고 역
- 앨리슨 엘리엇 - 마가 이모 역